# Ética en fase terminal
La ética en fase terminal es una rama de la bioética que aborda los principios y valores aplicables al cuidado de personas en etapa terminal, es decir, con enfermedades avanzadas, irreversibles y con pronóstico de vida limitado. Su objetivo principal es preservar la dignidad del paciente, aliviar el sufrimiento y garantizar una atención médica humanizada, evitando tanto el encarnizamiento terapéutico como la precipitación deliberada de la muerte.

## Bioética y dignidad del paciente en fase terminal

### Fundamento de la dignidad
La dignidad del enfermo en situación terminal se basa en su valor intrínseco como ser humano, independientemente de su estado clínico. Esta dignidad permanece intacta a pesar del sufrimiento físico, la pérdida de funcionalidad o la cercanía de la muerte. Desde esta perspectiva, el respeto implica no solo evitar prácticas orientadas a terminar deliberadamente con la vida, sino también proporcionar cuidados paliativos que alivien el dolor y acompañen al paciente en su tránsito final.

### Principios bioéticos
La atención ética al paciente terminal se estructura en torno a los principios de beneficencia, no-maleficencia, autonomía y justicia. Sin embargo, estudios han señalado que estos principios no siempre se aplican adecuadamente. La autonomía, por ejemplo, suele verse limitada por prácticas paternalistas, mientras que el acceso desigual a los cuidados paliativos pone en cuestión el principio de justicia.

## Cuidados paliativos y ética del morir
La bioética contemporánea responde a los desafíos de la medicalización de la muerte con un enfoque que prioriza la calidad de vida sobre la prolongación artificial de la existencia. Se reconocen conceptos como ortotanasia (muerte en su momento adecuado), eutanasia y distanasia, promoviendo la primera como vía ética. El acompañamiento profesional y familiar, junto con la actuación de comités de bioética, son fundamentales para asegurar decisiones justas y humanizadas. Los cuidados paliativos no buscan acelerar la muerte, sino dignificarla mediante el control del dolor, la atención psicosocial y espiritual, y el acompañamiento familiar, permitiendo una “buena muerte” libre de sufrimiento innecesario.

## Rol de la enfermería
El personal de enfermería cumple un papel esencial en el cuidado terminal, asumiendo funciones técnicas, éticas y humanas. Esto incluye la defensa de derechos, la comunicación efectiva, la gestión del consentimiento informado y el cumplimiento de voluntades anticipadas. Se destaca una “ética del cuidado” centrada en la atención personalizada, el acompañamiento empático y el respeto a los valores del paciente.

## Bioética clínica y educación profesional
Durante encuentros profesionales recientes se ha enfatizado la importancia de integrar la bioética en la formación médica y enfermera. La III Jornada Virtual Internacional de Medicina Familiar 2024 subrayó la necesidad de equipos interdisciplinarios y de una educación bioética sólida para afrontar con humanidad las decisiones clínicas en el final de la vida.

## Cuidados paliativos frente a la eutanasia
El Dr. Gonzalo Herranz ha defendido que los cuidados paliativos constituyen una respuesta médica, científica y ética frente a la eutanasia. Según su postura, estos cuidados permiten preservar la dignidad del paciente vulnerable sin recurrir a intervenciones letales, y representan una de las dimensiones más elevadas de la medicina contemporánea.

## Bioderecho y decisiones clínicas
Desde el bioderecho, se propone que las decisiones médicas en contextos terminales deben equilibrar lo legal con lo ético. Francisco Rivas García sostiene que no todo lo legalmente permitido es moralmente aceptable. El bioderecho, en este sentido, aporta un marco analítico para enfrentar decisiones complejas, como la limitación del esfuerzo terapéutico o la suspensión de soporte vital, con base en el respeto a la dignidad humana.

## Perspectiva latinoamericana: modelo comunitario y ético
Diversos enfoques latinoamericanos, como el modelo cubano, priorizan la atención domiciliaria y comunitaria para pacientes terminales, excluyendo la eutanasia y destacando la ortotanasia. Este modelo se fundamenta en el triángulo bioético (autonomía, beneficencia y justicia), con participación activa del equipo básico de salud y de la familia como actores clave en el acompañamiento integral.